# Kasalice
Kasalice è un comune della Repubblica Ceca facente parte del distretto di Pardubice, nella regione omonima.